# Едисон Йорданов
Едисон Лъчезаров Йорданов е български футболист, полузащитник.

## Биография
Йорданов е роден в Росток. Баща му е българин – Лъчезар Йорданов, а майка му германка родена в Гент – Карина.

## Кариера

### Ханза Росток
В началото на сезон 2011/12 отбелязва 7 гола в 13 мача за юношеския състав до 19 г., с което привлича вниманието и е извикан в мъжкия състав. Дебютира при загубата с 1:2 от Бохум на 5 февруари 2012 г. 

### Борусия Дортмунд
На 31 май 2013 г. Борусия обявява, че привлича Йорданов, след като той е близо до подписване с Вердер Бремен.
През януари 2014 г. Йорданов е повикан в първия отбор за подготвителен лагер в Сан Педро дел Пинатар, Испания. На 12 януари той дебютира в приятелски мач срещу Стандарт Лиеж, влизайки като резерва в 70-ата минута на мястото на Кевин Гроскройц. Два дни по-късно отбелязва гол в приятелски мач срещу ФФЛ Бохум. През следващата втора половина на Бундеслигата 2013/14 обаче не успява да стане част от първия отбор и не е повикан в състава в официален мач.

### Виртон
Преди сезон 2019/20, Йорданов преминава в белгийския клуб Виртон.

### Вестерло
На 7 юли 2021 г. Йорданов подписва двугодишен договор с Вестерло.

## Национален отбор
Играл е за почти всички юношески гарнитури на бундестима като играе за младежкия национален отбор на Германия до 19 г. През 2012 г. отказва поканата на Михаил Мадански да играе за България до 21 г., но през май 2013 г. приема нова покана и участва в квалификациите за европейското първенство за младежи 2015 г.
Йорданов получава първата си повиквателна за мъжкия отбор на България през октомври 2021 г. за мачовете срещу Украйна и Швейцария на 11 и 15 ноември. Той дебютира срещу първите, появявайки се като титуляр, но е заменен от Иван Турицов в началото на първото полувреме поради контузия.

## Статистика по сезони
| Сезон    | Отбор               | Първенство       | Мачове | Голове |
| -------- | ------------------- | ---------------- | ------ | ------ |
| 2012/пр. | Ханза               | Втора Бундеслига | 12     | 0      |
| 2012/13  | Ханза               | Трета лига       | 14     | 1      |
| 2013/14  | Борусия Дортмунд II | Трета лига       | 35     | 4      |